# (67) Asia
(67) Asia is een planetoïde in de planetoïdengordel. 
Ze is ontdekt op 17 april 1861 door Norman Robert Pogson, een Engels astronoom actief in de sterrenwacht van Madras.